# Park Drive 2000
Das Park Drive 2000 war ein Anfang der 1970er-Jahre viermal ausgetragenes professionelles Snookerturnier mit dem Status eines Einladungsturnieres. Die Ausgaben des Turnieres fanden jeweils im Frühjahr und im Herbst eines Jahres statt und wurden deshalb auch als Park Drive 2000 – Spring und Park Drive 2000 – Autumn bezeichnet. Austragungsorte waren jeweils verschiedene Orte im Vereinigten Königreich, genauere Angaben sind unbekannt. John Spencer ist mit drei Titeln Rekordsieger; sein Haupt-Konkurrent Ray Reardon spielte mit einem 146er-Break während der letzten Ausgabe das höchste Break der Turniergeschichte.

## Geschichte
Das Turnier entstand nach einer Diskussion zwischen Clive Everton und dem Konzern Gallaher, die als Sponsor in Erscheinung treten wollten und dem Turnier den Namen ihrer Marke Park Drive gaben. An jeder Ausgabe des Turnieres nahmen insgesamt vier Spieler teil. Das Turnier fand jeweils als dreifaches Rundenturnier statt, wobei die Spiele an verschiedensten Orten ausgetragen wurde. Am Ende dieser drei Runden wurde eine Abschlusstabelle aufgestellt, deren zwei bestplatzierte Spieler in einem Finale aufeinander trafen. Insgesamt gab es vier Ausgaben, die auf Frühjahr und Herbst 1971 bzw. 1972 entfielen. Sponsor war jeweils Park Drive.
Die erste Ausgabe des Turnieres fand vom 4. bis zum 31. Januar 1971 während der Saison 1970/71 statt. Es nahmen die drei Engländer John Spencer, John Pulman und Rex Williams sowie der nunmehrige Australier Gary Owen teil. Spencer und Williams konnten sich für das Finale qualifizieren, in dem Spencer mit 4:1 siegte und die 750 £ Siegprämie entgegennehmen konnte. Altmeister John Pulman spielte das einzige Century Break des Turnieres im Wert von 119 Punkten. Für die Herbst-Ausgabe wurde Gary Owen durch seinen Landsmann Ray Reardon ersetzt, der sich zusammen neben Titelverteidiger Spencer prompt für das Endspiel qualifiziere und in diesen mit 4:3 siegte. Spencer spielte jedoch mit einem 136er-Break das höchste Break des Turnieres.
Auch zur nächsten Ausgabe im Frühjahr 1972 gab es wieder einen Teilnehmerwechsel; Rex Williams wurde durch den aufstrebenden Nordiren Alex Higgins ersetzt. Wie schon Reardon im Vorjahr qualifizierte auch er sich auf Anhieb für das Endspiel, in dem er sich aber John Spencer mit 3:4 geschlagen geben musste. Mit einem 102er-Break spielte der Nordire aber das höchste Break der Ausgabe. Für die nächste Ausgabe im Herbst blieben die Teilnehmer unverändert und erneut setzten sich John Spencer und Alex Higgins in der Gruppenphase durch. Wie schon im Vorjahr verlor aber Higgins im Finale; diesmal gewann Spencer mit 5:3. Während der Gruppenphase hatte Ray Reardon ein 146er-Break gespielt, das zu diesem Zeitpunkt höchste Break in einem Profiturnier. Diese Ausgabe war die letzte Ausgabe des Turnieres. Anschließend wechselte der Sponsor zur Snookerweltmeisterschaft, was das Ende für dieses Turnier bedeutete.
Clive Everton schrieb 2005 in einem Artikel für die BBC, dass Alex Higgins eines der vier Turniere gewonnen hätte. Die hier angegebenen Daten enthalten diese Information nicht und sind durch Einträge in der Snooker-Datenbank CueTracker sowie durch Archivversionen der Website des verstorbenen Autoren Chris Turner belegt.

## Sieger
| Jahr                                | Austragungsort                      | Sieger                              | Ergebnis                            | Finalist                            | Sponsor                             | Saison                              |
| Park Drive 2000 – Einladungsturnier | Park Drive 2000 – Einladungsturnier | Park Drive 2000 – Einladungsturnier | Park Drive 2000 – Einladungsturnier | Park Drive 2000 – Einladungsturnier | Park Drive 2000 – Einladungsturnier | Park Drive 2000 – Einladungsturnier |
| ----------------------------------- | ----------------------------------- | ----------------------------------- | ----------------------------------- | ----------------------------------- | ----------------------------------- | ----------------------------------- |
| Frühling 1971                       | verschieden                         | John Spencer                        | 4:1                                 | Rex Williams                        | Park Drive                          | 1970/71                             |
| Herbst 1971                         | verschieden                         | Ray Reardon                         | 4:3                                 | John Spencer                        | Park Drive                          | 1971/72                             |
| Frühling 1972                       | verschieden                         | John Spencer                        | 4:3                                 | Alex Higgins                        | Park Drive                          | 1971/72                             |
| Herbst 1972                         | verschieden                         | John Spencer                        | 5:3                                 | Alex Higgins                        | Park Drive                          | 1972/73                             |